# Marville (Mosa)
Marville és un municipi francès situat al departament del Mosa i a la regió del Gran Est. L'any 2007 tenia 585 habitants.

## Demografia

### Població
El 2007 la població de fet de Marville era de 585 persones. Hi havia 235 famílies, de les quals 80 eren unipersonals (42 homes vivint sols i 38 dones vivint soles), 67 parelles sense fills, 75 parelles amb fills i 13 famílies monoparentals amb fills.
La població ha evolucionat segons el següent gràfic:
Habitants censats

### Habitatges
El 2007 hi havia 336 habitatges, 247 eren l'habitatge principal de la família, 31 eren segones residències i 58 estaven desocupats. 237 eren cases i 85 eren apartaments. Dels 247 habitatges principals, 152 estaven ocupats pels seus propietaris, 89 estaven llogats i ocupats pels llogaters i 6 estaven cedits a títol gratuït; 5 tenien una cambra, 18 en tenien dues, 38 en tenien tres, 64 en tenien quatre i 123 en tenien cinc o més. 150 habitatges disposaven pel capbaix d'una plaça de pàrquing. A 119 habitatges hi havia un automòbil i a 107 n'hi havia dos o més.

### Piràmide de població
La piràmide de població per edats i sexe el 2009 era:
| Homes | Edats   | Dones |
| ----- | ------- | ----- |
| 0     | 95 o +  | 0     |
| 0     | 90 a 94 | 0     |
| 0     | 85 a 89 | 0     |
| 0     | 80 a 84 | 4     |
| 12    | 75 a 79 | 12    |
| 24    | 70 a 74 | 12    |
| 12    | 65 a 69 | 20    |
| 12    | 60 a 64 | 16    |
| 4     | 55 a 59 | 8     |
| 12    | 50 a 54 | 8     |
| 32    | 45 a 49 | 8     |
| 8     | 40 a 44 | 28    |
| 32    | 35 a 39 | 12    |
| 24    | 30 a 34 | 20    |
| 32    | 25 a 29 | 28    |
| 24    | 20 a 24 | 16    |
| 12    | 15 a 19 | 8     |
| 8     | 10 a 14 | 20    |
| 16    | 5 a 9   | 8     |
| 24    | 0 a 4   | 20    |

## Economia
El 2007 la població en edat de treballar era de 399 persones, 292 eren actives i 107 eren inactives. De les 292 persones actives 258 estaven ocupades (156 homes i 102 dones) i 35 estaven aturades (15 homes i 20 dones). De les 107 persones inactives 25 estaven jubilades, 31 estaven estudiant i 51 estaven classificades com a «altres inactius».

### Ingressos
El 2009 a Marville hi havia 226 unitats fiscals que integraven 521 persones, la mediana anual d'ingressos fiscals per persona era de 17.113 €.

### Activitats econòmiques
Dels 29 establiments que hi havia el 2007, 2 eren d'empreses extractives, 1 d'una empresa alimentària, 2 d'empreses de fabricació de material elèctric, 5 d'empreses de fabricació d'altres productes industrials, 5 d'empreses de construcció, 6 d'empreses de comerç i reparació d'automòbils, 2 d'empreses de transport, 2 d'empreses d'hostatgeria i restauració, 1 d'una empresa immobiliària, 1 d'una empresa de serveis, 1 d'una entitat de l'administració pública i 1 d'una empresa classificada com a «altres activitats de serveis».
Dels 9 establiments de servei als particulars que hi havia el 2009, 1 era una oficina de correu, 1 taller de reparació d'automòbils i de material agrícola, 1 paleta, 3 fusteries, 1 perruqueria, 1 agència de treball temporal i 1 agència immobiliària.
L'únic establiment comercial que hi havia el 2009 era una fleca.
L'any 2000 a Marville hi havia 7 explotacions agrícoles que ocupaven un total de 1.106 hectàrees.

## Equipaments sanitaris i escolars
L'únic equipament sanitari que hi havia el 2009 era una farmàcia.
El 2009 hi havia una escola elemental.

## Poblacions més properes
El següent diagrama mostra les poblacions més properes.